# Mobile (Alabama)
Mobile (IPA: [moʊˈbi:l]) város az Amerikai Egyesült Államok déli részén, Alabama államban, Mobile megye székhelye.

## Földrajz
Alabama állam délnyugati sarkában található. A Mexikói-öböl északi partján, a Mexikói-öbölből nyíló Mobile-öböl partján, a Mobile folyó torkolatánál fekszik. Éghajlata szubtrópusi. Gyakoriak a hurrikánok.

## Történelem
Az elmúlt 300 év alatt ennél a természetes kikötőnél sok nemzet próbálta megvetni a lábát. Elsőnek a francia Jean Baptiste Le Moyne és Pierre Le Moyne d'Iberville testvérek kötöttek. A mauville indiánok kis faluját találták itt és ezért róluk nevezték el az új várost, amely a fehér ember első állandó telephelye volt Alabama területén.
A várost 1702-ben alapították a Mobile partján, 33-km-re az öböltől. Ekkor a város Fort Louis de la Louisiane nevet kapta. 1703. július 20-án, Jean-Baptiste de Saint-Vallier, Quebec püspöke megalapította a római katolikus egyházközösséget A franciák nagyratörő gyarmatosítási terveit az újonnan érkező angolok hiúsították meg. 1763-ban elfoglalták Mobile-t. 1780-ban viszont a spanyolok próbálták megerősíteni bástyáikat és megszállták a kikötő várost. 1813-ban viszont az Egyesült Államok kebelezte be.
Az amerikai polgárháború során a déliek kikötője volt és innen kapták az utánpótlást, ezért az északiak blokád alá helyezték majd több véres csata után 1865-ben az Unió csapatai elfoglalták.

## Népesség
Alabama harmadik legnépesebb települése. Lakosainak száma a 2000. évi becslések szerint 198 915 fő volt.
Mobile agglomerációs körzet (Metropolitan Statistical Area) lakosainak száma 399 843 fő. Mobile-Daphne-Fairhope Combined Statistical Area agglomerációs körzet teljes lakosainak száma 540 258 fő.

## Gazdaság
Mobile a Mexikói-öböl parti hajóépítő ipar egyik fontos központja.

## Épületek
A házak építési módja, az étkezési szokások, a „kreol” ételek, mind-mind a francia és spanyol kultúrára emlékeztetnek. Farsang idején a hagyományos karnevál népünnepély jellegű, a jelmezes felvonulás tarka, vidám forgataggá válik.
Mobile utcái megőrizték a latinos jellegüket. Belvárosának szép kis terei, jellegzetes katolikus templomai, az azáleabokrokkal övezett villái latinos hangulatot árasztanak. Kora tavasszal az azálea virága elborítja a várost. Az Azelia Trail egy 50 km hosszú útszakasz.
A belváros érdekes egyvelege az antebellum (függetlenségi háború előtti) házaknak és a modern irodaépületeknek.

## Híres emberek
| - Hank Aaron (1934) baseball-játékos - James Lloyd Abbot junior (1918–2012) ellentengernagy - Gregory Benford (1941) sci-fi író, fizikus - Yolande Betbeze, Miss America 1951 - BJ Papa (1936–2008) dzsesszzongorista - Robert Brazile (1953) amerikaifutball-játékos - Alvin Burroughs (1911–1950) dzsesszdobos - Tim Cook (1960), az Apple vezérigazgatója - DeMarcus Cousins (1990) kosárlabdázó - Joseph Paul Franklin (1950–2013) sorozatgyilkos - Urbie Green (1926) dzsesszzenész - George Greene (1943) dzsessz és blueszenész - Ethan A. Hitchcock (1835–1909) politikus, belügyminiszter - William Russell Houck (1926–2016) római katolikus pap, Jackson püspöke - Robert William Howard (1963) pankrátor (Hardcore Holly) - Aron Jóhannsson (1990) labdarúgó - Orlando Jones (1968) komikus, színész | - Leon Lett (1968) amerikaifutball-játékos - William A. Moody (1954–2013) pankrátor, edző - Fayard Antonio Nicholas (1914–2006) táncos, énekes, színész - Kimberly Perry, countryénekes (The Band Perry) - Neil Perry, countryzenész (The Band Perry) - Reid Perry, countryzenész (The Band Perry) - Sonny Phillips (1936) soul- és dzsesszzenész - Ted Radcliffe (1902–2005) baseball-játékos - JaMarcus Russell (1985) amerikaifutball-játékos - Maurice Richards (1983) rapper (Rich Boy) - John William Shaw (1863–1934) New Orleans érseke - Eugene Sledge (1923–2001) katona, író, egyetemi oktató - Ward Swingle (1927–2015) a Swingle Singers vezetője - Jaquiski Tartt (1992) amerikaifutball-játékos - Fred Wesley (1943) dzsesszzenész - Cootie Williams (1911–1985) dzsessztrombitás |